# 斯托克頓 (堪薩斯州)
斯托克頓（英語：Stockton）是一個位於美國堪薩斯州魯克斯縣的城市。同時該地也是魯克斯縣的縣治。

## 地方資料
斯托克頓的座標為39°26′11″N 99°16′18″W / 39.43639°N 99.27167°W，而該地的海拔高度為548米（即1798英尺）。根據2010年美國人口普查，該地共人口1480人，而該地的面積約為4.29平方千米。